# くろがね温泉
くろがね温泉（くろがねおんせん）は、福島県二本松市（旧国陸奥国、明治以降は岩代国）の長坂国有林内にある温泉。標高1,400 mの山中に位置し、登山道でのみ到達できる。
安達太良山系の鉄山（くろがねやま）の中腹にある「くろがね小屋」に併設された温泉のため、自然発生的に「くろがね温泉」の名称になった。

## 泉質
- 単純酸性泉
- 源泉温度66.7℃

岳温泉・奥岳温泉の源泉であり、奥岳温泉からの登山道の脇には引湯用の樋が設置されている。小屋のすぐ奥の源泉地帯は、火山ガスの危険があるため1998年（平成10年）以降立入禁止になっている。1997年（平成9年）に発生した死亡事故に伴う措置である。

## 温泉地
山小屋の一軒宿「くろがね小屋」が存在する。温泉街はない。露天風呂はなく、男女別の内湯のみ。源泉掛け流し。

### くろがね小屋

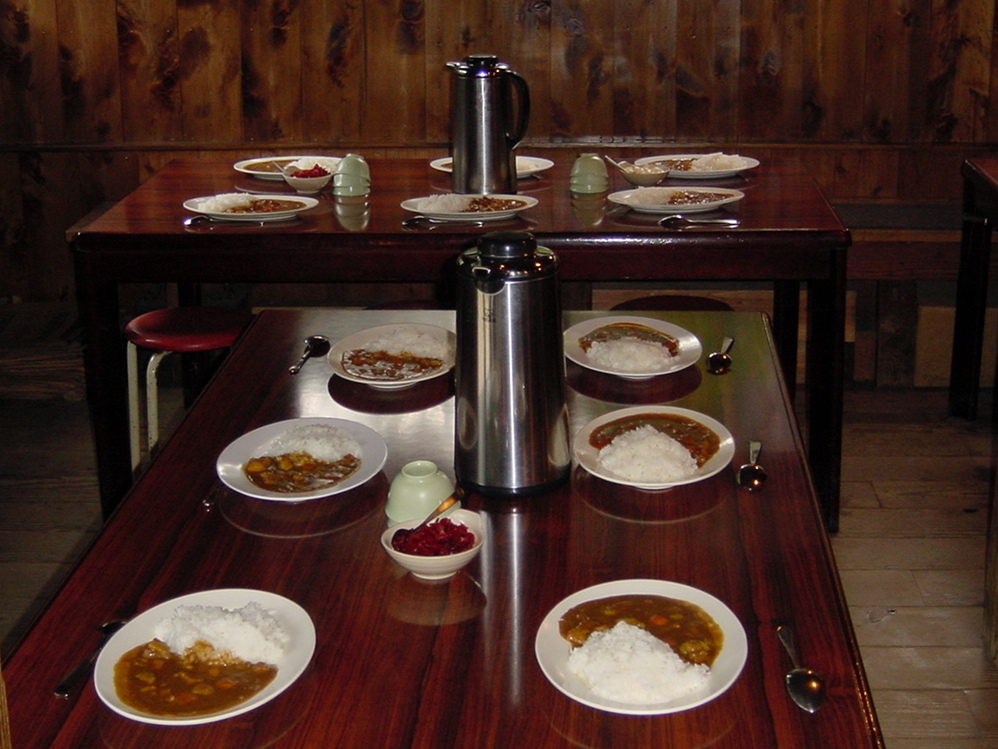
くろがね小屋の夕食

福島県の外郭団体である福島県観光開発公社が経営。積雪の多い山域に立地するが通年営業である。安達太良山登山の途中での宿泊または立ち寄り入浴で利用される。宿泊の場合は基本的に予約が必要。温泉宿ではなく山小屋なので、部屋は相部屋である。
自家発電の山小屋のため21時以降は消灯となる。消灯後は石油ランプが常夜灯となる。歴代の管理人が引き継いできたカレーライスが夕食で提供されるが、昼食時は仕込みのためメニューに出ない。

## 歴史

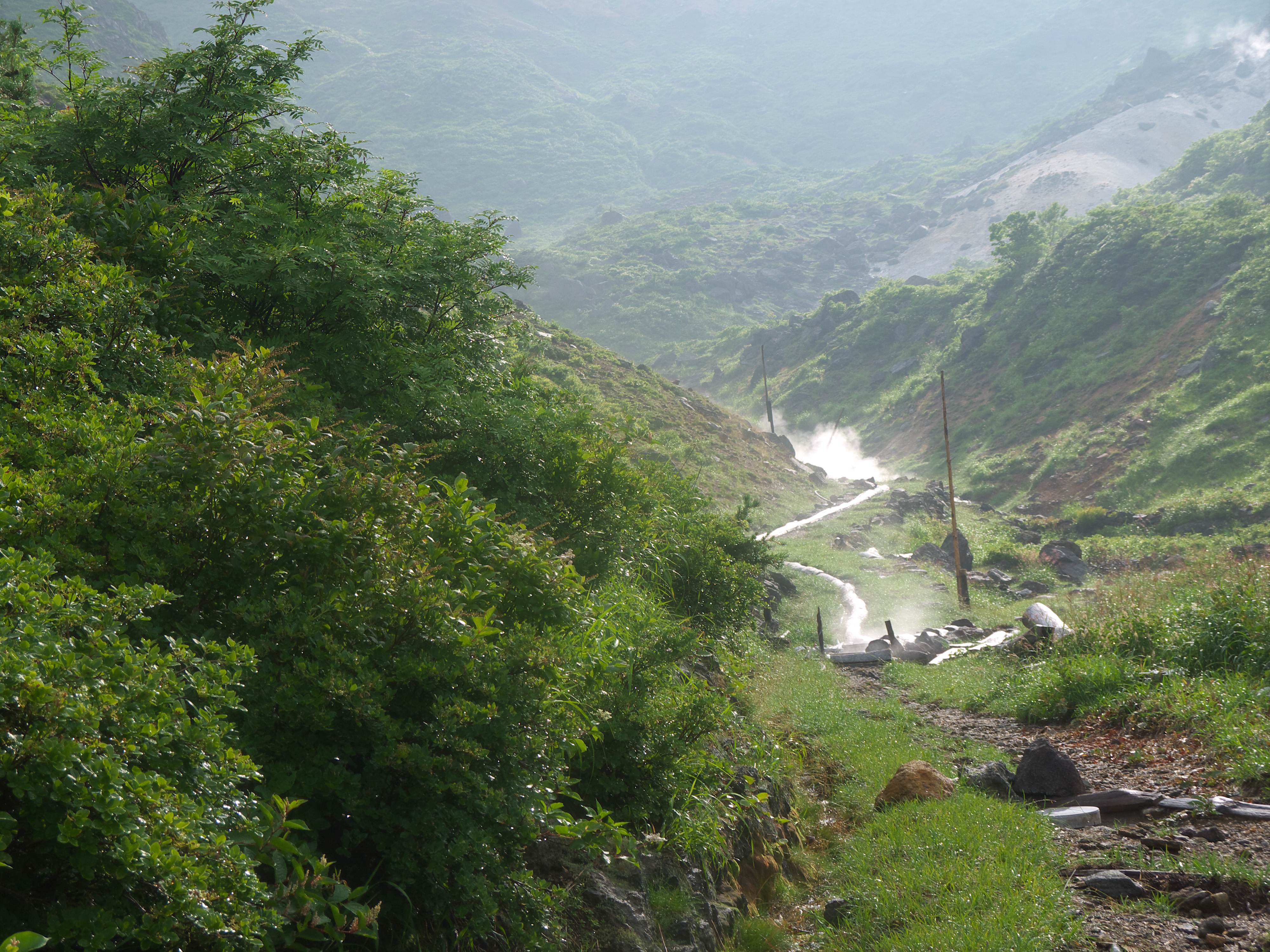
陽日温泉跡、岳温泉湧出元

山小屋の開業は1953年（昭和28年）であるが、現在の山小屋の建物に改築されたのは1963年（昭和38年）である。開業当初から温泉を引湯していた。
くろがね小屋周辺では既に平安時代までには温泉が発見されていたといわれている。江戸時代には二本松藩主・丹羽氏によって一帯が温泉街として整備され、陽日（ゆい）温泉と呼ばれて大いに賑わい、番所や藩主の御殿も建てられた。江戸時代中期になると湯女も許可され、歓楽温泉街として遠方からの来客も多かったと伝わる。しかし、1824年（文政7年）8月、豪雨や台風の影響で鉄山の一角が崩壊し、その土石流が温泉街を直撃、湯元人や湯治客など63人が死亡する大惨事となり、温泉街は壊滅してしまった。現在立ち入り禁止となっているくろがね小屋-馬の背の登山ルート沿いの源泉地帯が陽日温泉街の中核部分で、現在も当時の名残が少なからず残っている。温泉街はその後、十文字岳→深堀を経て、1906年（明治39年）に椚平の地に移転しており、これが現在の岳温泉である。
2023年4月1日から老朽化による改修工事で休業している。完成予定は2025年頃とされていたが、３年程度遅延の見込み。

## アクセス

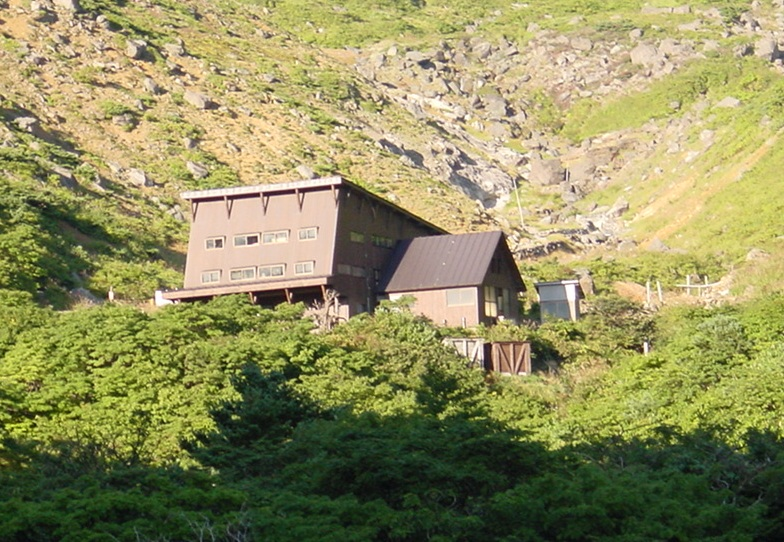
くろがね温泉・くろがね小屋。後方は立入禁止の源泉地帯

- JR東北本線 二本松駅より福島交通バスで約25分の終点「岳温泉」バス停下車。そこからタクシーで15分または徒歩で約90分の奥岳温泉から登山道を徒歩で約2時間。なお、下りは奥岳温泉まで約90分。かつては岳温泉から奥岳温泉まで路線バスが運行されていたが、廃止された。
- あだたらエクスプレス - 安達太良山山頂 - 峰の辻 - くろがね小屋：約2時間
- 二本松駅より福島交通バスで約35分の終点「塩沢温泉」バス停から徒歩で登り約2時間の登山道もあるが、難易度は少し増す。